# 丹羽長忠
丹羽 長忠（にわ ながただ、生年不詳 - 天文23年7月12日（1554年8月10日）?）は、戦国時代の人物。通称将監。
丹羽長秀の兄。

## 略歴
丹羽長政の嫡男。春日井郡稲生村の生まれで、父と同じく幼少より斯波氏に仕えた。父が天文18年（1549年）に亡くなると跡を継いだが、天文23年（1554年）7月12日、守護代織田信友が清洲城を奇襲した清洲合戦で戦死した。
一方『張州雑志』によると、後に織田信長、豊臣秀吉に仕えて従五位下越前守に任じられたという。
妙本寺（名古屋市西区）付近に長忠の屋敷があったと伝わる。